# Oatman
Oatman is een plaats in de Amerikaanse staat Arizona, in Mohave County. De plaats ligt aan Route 66, tussen Kingman en Needles.
Oatman ligt op een hoogte van 830 m en startte zijn bestaan als een tentenkamp toen twee prospectors in 1915 er goud voor een waarde van 10 miljoen dollar vonden. Het plaatsje was toen al bewoond en zijn bevolking groeide in minder dan een jaar uit tot 3 500 inwoners.

## De ongelukkige Oatman
Oatman verkreeg definitief zijn naam als postume eer aan Olive Oatman, een meisje uit Illinois, gekidnapt door (vermoedelijk) Yavapai en verplicht te werken als slavin. Ze werd later verkocht aan Mohave-indianen en door hen in het gelaat getatoeëerd volgens het gebruik van de stam. Ze werd in 1855 vrijgelaten in de buurt van Oatman.
In 1921 verwoestte een brand veel van Oatmans kleinere gebouwen maar Oatman Hotel bleef gespaard. Gebouwd in 1902 is dit hotel het oudste tweeverdiepingenhoog gebouw uit adobe in Mohave County. Het hotel is vooral bekend omdat hier Clark Gable en Carole Lombard verbleven tijdens hun huwelijksreis na hun huwelijk in Kingman op 18 maart 1939. Gable ging vaak terug naar Oatman om er poker te speler met de mijnwerkers. De suite waarin het beroemde filmkoppel uit Gone with the Wind verbleven is de hoofdattractie van het hotel (gesloten wegens restauratie in 2012), naast "Oatie the Ghost", een vriendelijk spook wiens identiteit teruggaat op die van William Ray Flour, een Ierse mijnwerker die achter het hotel overleed, vermoedelijk door excessief alcoholgebruik. Hij werd twee dagen na zijn overlijden teruggevonden en haastig begraven in een ondiep graf vlak bij de plaats waar hij stierf.

## Toeristen in plaats van goudzoekers
In 1924 stopte de belangrijkste werkgever, United Eastern Mines, zijn activiteiten in Oatman. De federale regering sloot alle resterende activiteit in 1941 omdat men tijdens deze oorlogsperiode werkkrachten nodig had om andere metalen dan goud te delven. Oatman overleefde dankzij de reizigers tussen Needles en Kingman die zich via de Route 66 verplaatsten. De route wordt lokaal Oatman Highway genoemd. Tegen 1960 was Oatman nagenoeg verlaten omdat de Interstate 40 werd aangelegd en men zo de 1113 m hoge Sitgreaves Pass tussen Oatman en Kingman kon vermijden.
Oatman herleefde in de recente jaren door de wereldwijde interesse in Route 66 en de explosieve groei van de nabijgelegen gokstad Laughlin, die bezoeken aan Oatman promoot. Wilde burro's (kleine ezels) loopen er vrij door de straten van Oatman en bijna iedere winkel in Oatman verkoopt voer voor hen. Borden waarschuwen overal om toch voorzichtig te zijn met deze dieren. Ze stammen af van de pakezels die door de prospectors werden gebruikt en ze zijn beschermd door de federale regering. In Oatman worden allerlei evenementen georganiseerd: van bijeenkomsten van klassieke auto's tot Wild West Shootouts. Op Amerika's onafhankelijkheidsdag organiseert men een wedstrijd om een ei te koken op replica's van Route-66-borden. Inwoners van Oatman zijn fier op hun Route-66-verleden.

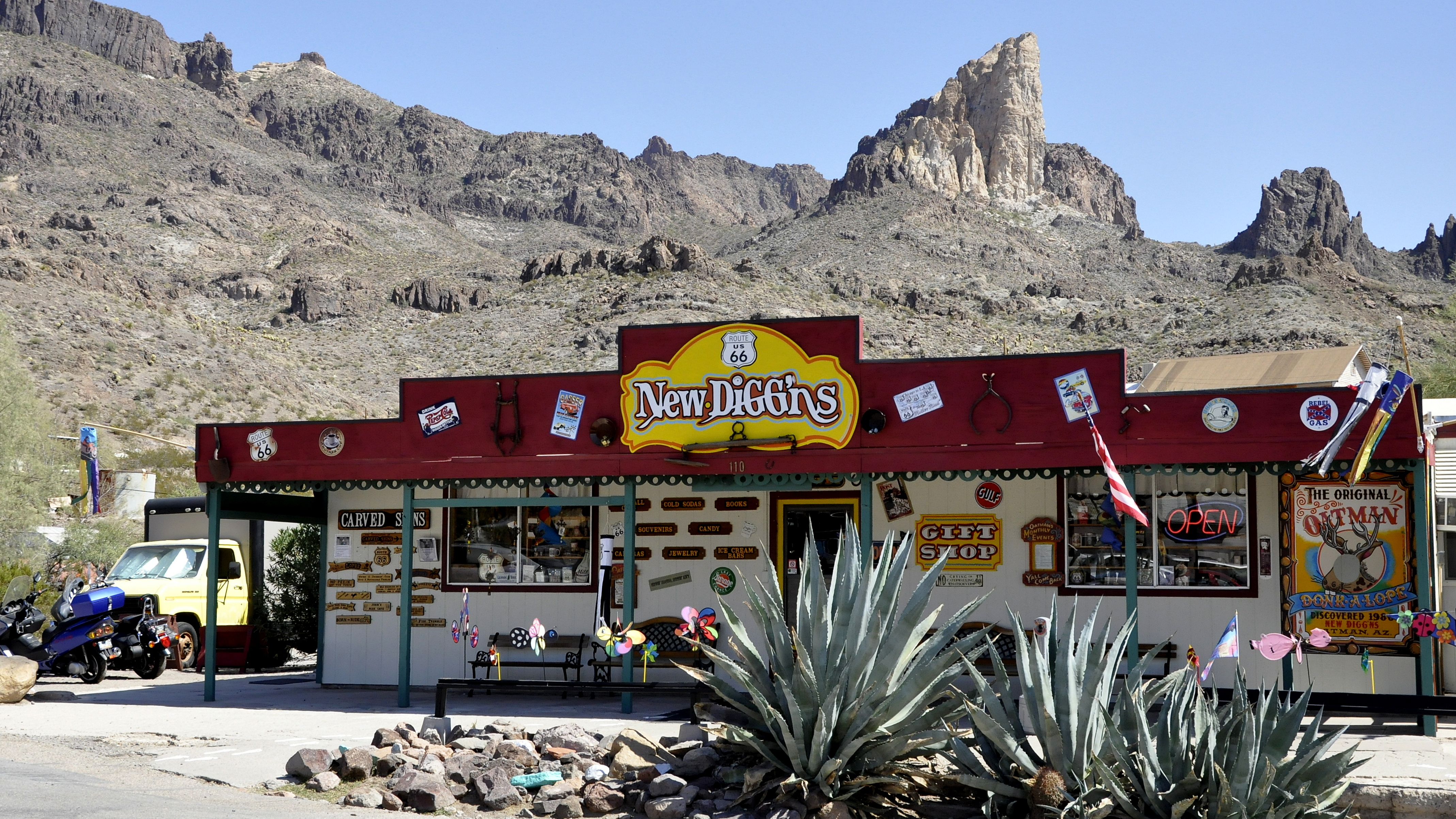
Oatman
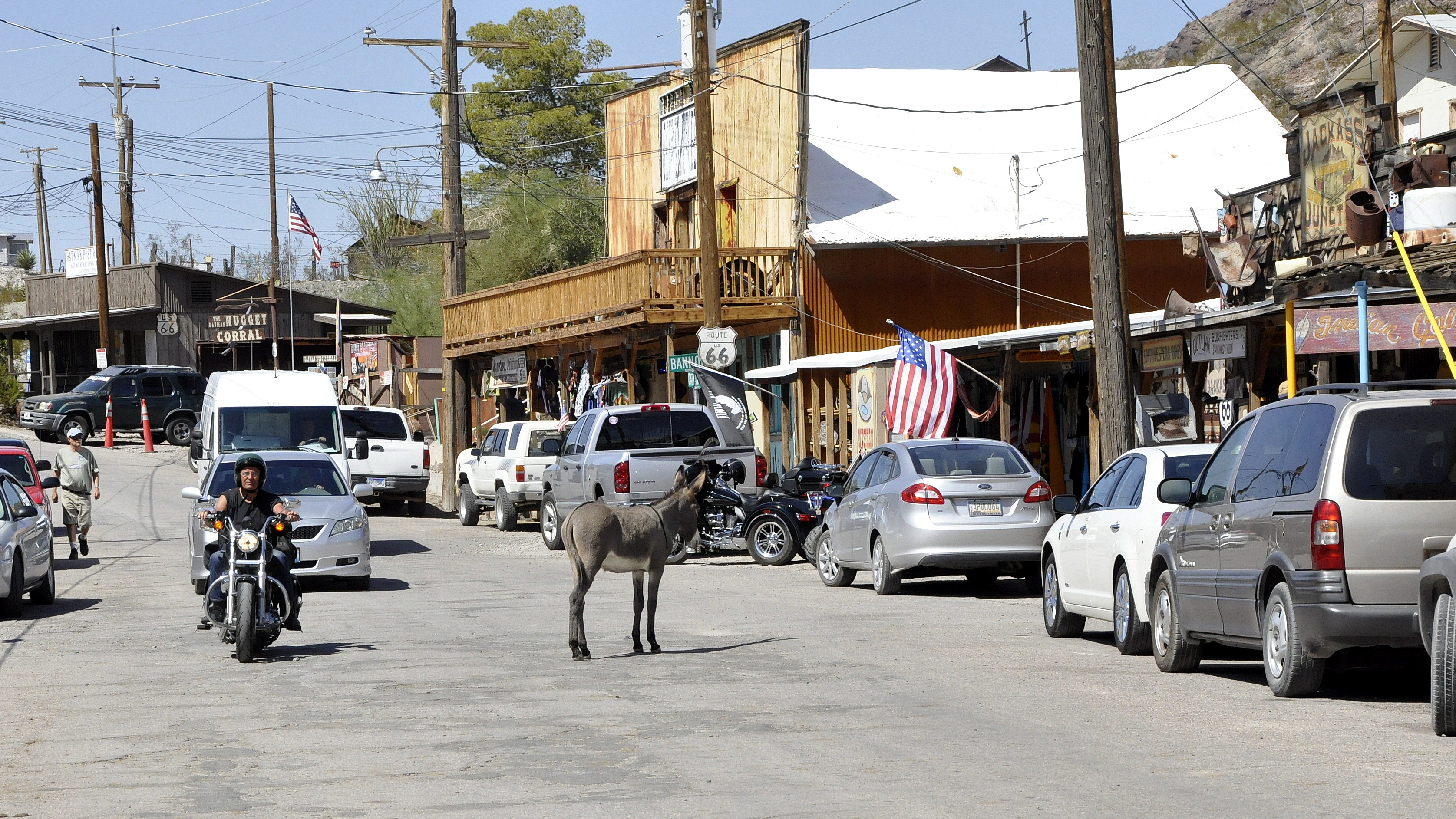
Een burro in Oatman
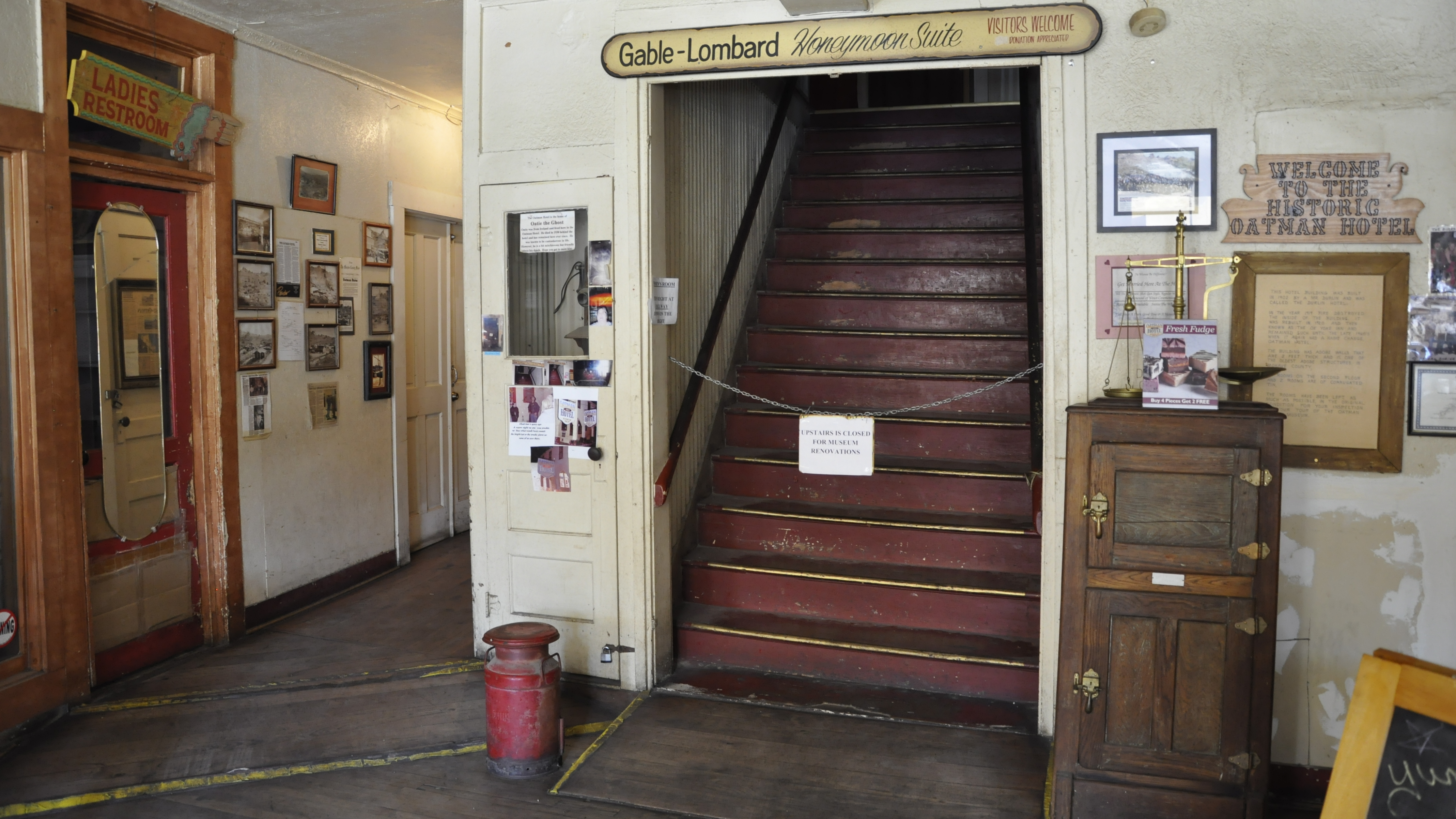
De trap naar de suite van Clark Gable en Carole Lombard in het Oatman Hotel
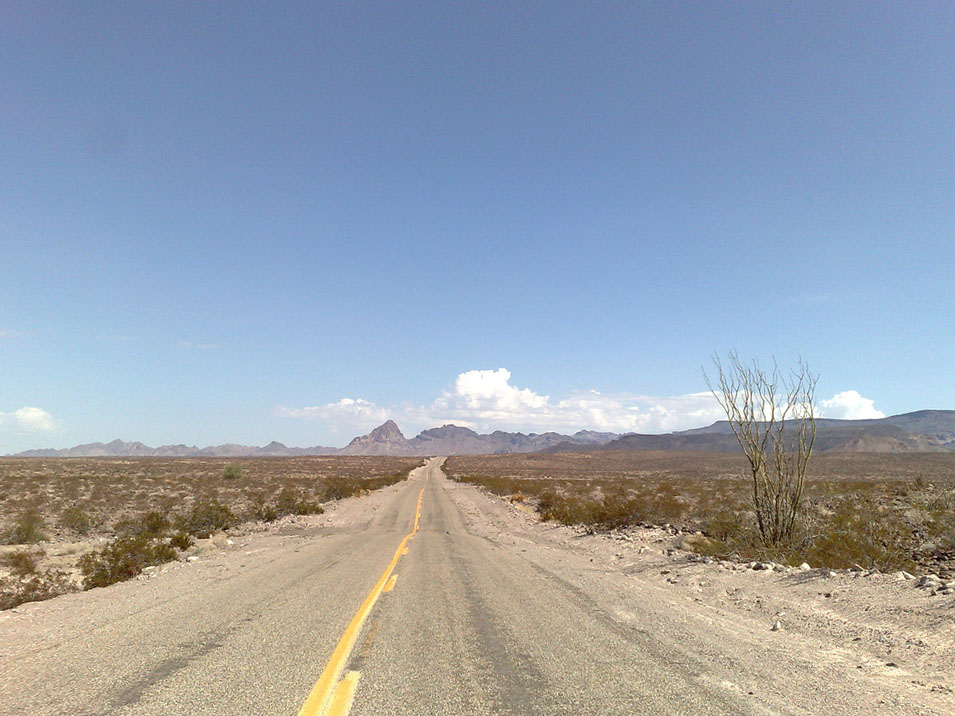
Route 66 bij Oatman
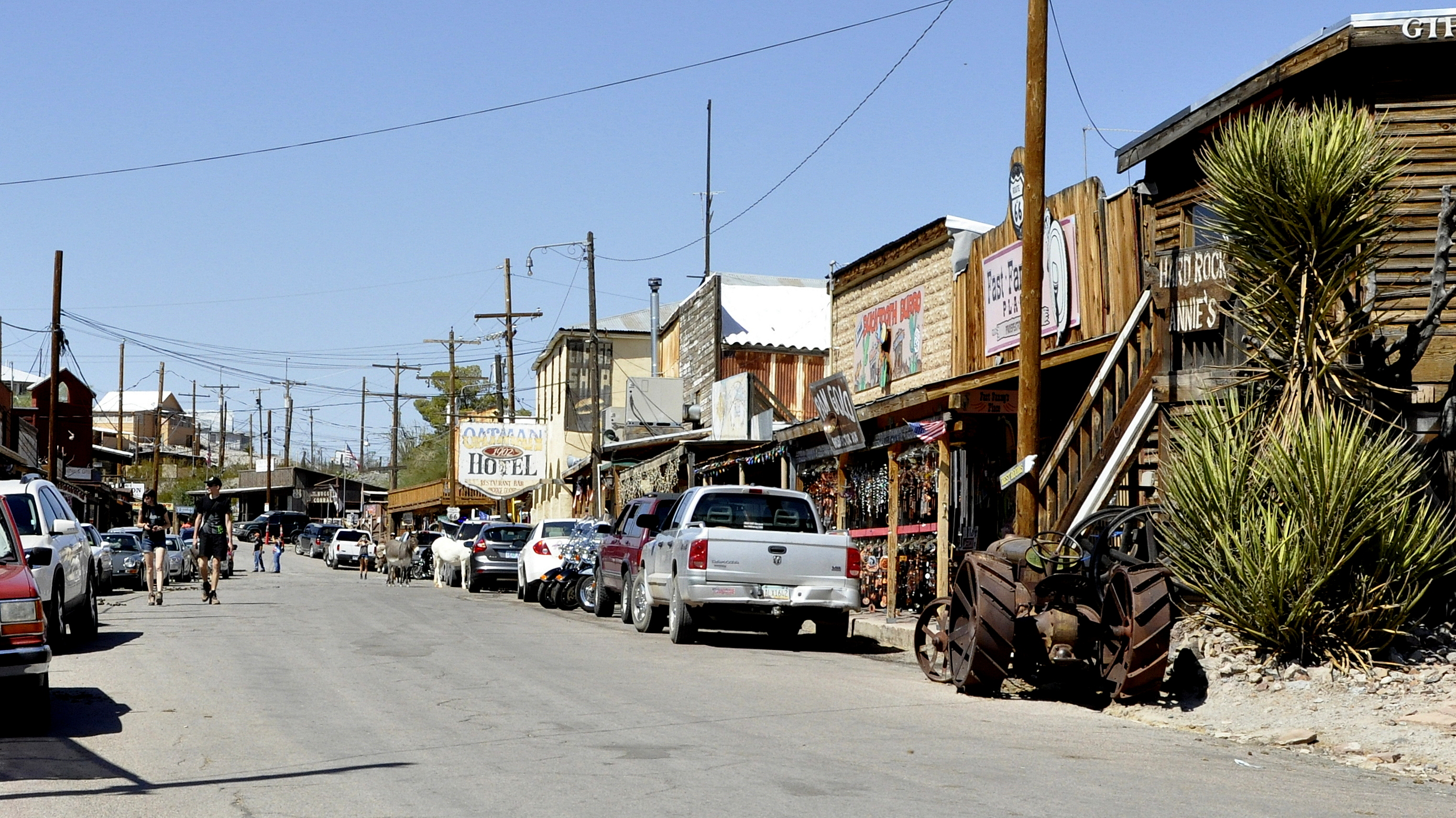
Oatman Hotel (rechts op de foto)